# Linfoma splenico della zona marginale
Il Linfoma splenico della zona marginale è un linfoma derivato dalle cellule B che sostituisce la normale architettura della polpa bianca della milza. Le cellule neoplastiche si presentano di dimensioni variabili: sia piccoli linfociti (maturi), sia grandi blasti trasformati. Esse invadono la zona mantellare dei follicoli linfatici della milza, erodono la zona marginale (del follicolo), ed infine invadono la polpa rossa della milza. Le cellule tumorali che raggiungono il sangue periferico sono delle “cellule capellute” o “linfociti villosi” a causa del loro aspetto caratteristico.
È un linfoma indolente, con lunga sopravvivenza, che non sempre richiede una terapia immediatamente aggressiva. Il LSZM rende conto di meno dell'1% di tutti i linfomi ed è stato postulato che questa entità potrebbe rappresentare una larga frazione di quelle oggi che vengono definite "leucemie linfatiche croniche CD5- non classificabili". Il tipico paziente ha più di 50 anni.

## Eziologia e Patogenesi
L'eziologia è sconosciuta. È una patologia sporadica, mai familiare o congenita.
È stato postulato come precursore normale un linfocita B, con grado di differenziazione sconosciuto, residente in un centro post-germinale.
Associato con una certa frequenza all'infezione da HCV (epatite C).
A livello genetico il tumore presenta, sovente, il riarrangiamento dei geni delle immunoglobuline (catene leggere e pesanti). Il 40% dei pazienti presenta la delezione 7q21-32; pure la traslocazione del gene CDK6 (sempre in 7q21) è stata riportata in letteratura.

## Diagnosi
Il coinvolgimento della milza è requisito per la diagnosi di LSZM, difatti la splenomegalia è riscontrata in quasi tutti i pazienti, di norma senza linfadenopatia Oltre al quasi uniforme coinvolgimento splenico, anche il midollo osseo è frequentemente positivo, al contrario localizzazioni nei linfonodi e in tessuti extra-nodali sono rare.
Cellule di linfoma circolanti sono talvolta presenti nel sangue, ed occasionalmente presentano corti villi ai poli cellulari e differenziazione di tipo plasmocitoide.
Possono essere presenti trombocitopenia autoimmune e anemia. In un terzo dei pazienti si presenta anche una paraproteina monoclonale.
Oltre alla polpa bianca e alla polpa rossa, il tumore può infiltrare i linfonodi ilari della milza, che si presentano con una architettura cancellata senza preservazione della zona marginale.
Il LSZM che metastatizza nel midollo osseo si presenta con aspetto nodulare con morfologia simile a quello dei linfonodi ilari succitati.
I principali marker fenotipici sono: CD20+; CD79a+; CD5-; CD10-; CD23-; CD43-; ciclina D1-.

La mancata espressione di CD5 è di aiuto nel discriminare il LSZM dalla leucemia linfatica cronica/linfoma a piccoli linfociti; mentre la mancanza del CD10 permette di escludere il linfoma follicolare; così anche il linfoma mantellare è escluso per la mancata espressione di CD5 e della ciclina D.
Essenzialmente, in conclusione, gli esami diagnostici sono: ecografia/esame obiettivo (che individuano la splenomegalia); esame emocromocitometrico (con ricerca dei “linfociti villosi”); elettroforesi delle proteine plasmatiche (che può evidenziare una componente monoclonale); ricerca dell'HCV (sierologia o ricerca HCV-RNA); biopsia osteomidollare; infine studio immunofenotipico sul sangue periferico e/o sul midollo prelevato che attraverso i marker specifici possono differenziare le cellule del LSZM da quelle degli altri disordini linfoproliferativi. Con questi esami è possibile evitare la rimozione chirurgica della milza per farne un esame istologico.